# Oyonnax
Oyonnax  è un comune francese di 23 567 abitanti situato nel dipartimento dell'Ain della regione dell'Alvernia-Rodano-Alpi.
È il secondo comune per popolazione del dipartimento dell'Ain.

## Sport
La città è sede del team di rugby a 15 Union sportive Oyonnax Rugby e della squadra di rugby a 7 Oyonnax Rugby Sevens.

## Società

### Evoluzione demografica
Abitanti censiti

## Amministrazione

### Gemellaggi
- Eislingen/Fils, dal 2001